# Мікулаш Бек
Мікулаш Бек чеськ. Mikuláš Bek) — чеський педагог, доцент музикознавства на факультеті філософії університету Масарика, від вересня 2011 року ректор Університету Масарика.

## Біографія
У 1986 році закінчив факультет філософії університету Масарика за спеціальністю «Музикознавство». У 1995 році закінчив докторантуру у Карловому університеті. 
У 1990-1999 рр. працював в Інституті музикознавства Карлового університету в Празі, а також у 1991-2002 рр. частково на кафедрі музикознавства університету Палацкого в Оломоуці.
З вересня 2004 року займав посаду проректора університету Масарика із зовнішніх зв'язків та стратегії. 26 квітня 2011 року був запропонований Академічним сенатом університету Масарика на посаду ректора, а 26 серпня Президент Чехії Вацлав Клаус призначив його ректором (указ набув чинності 1 вересня 2011).